# Manhunt
Manhunt (англ. Полювання на людину  чи Полювання за головами) — відеогра в жанрі стелс-екшену від третьої особи, випущена компанією Rockstar Games в листопаді 2003. В основному схвально прийнята критиками, гра утворила навколо себе безліч скандалів через великий вміст насильства і була заборонена в багатьох країнах. Зокрема, в Німеччині гра досі не видається. Крім того гру звинувачували в підбурюванні до вбивств і часто приписували їй спонукання до вбивств, скоєних дітьми, які в неї грали. Тим не менш, поліцейське розслідування спростувало всякий зв'язок гри і скоєних вбивств.
На території СНД 2 жовтня 2009 компанією 1С видана російська версія гри, напередодні виходу Manhunt 2 на PC. Локалізація — меню, російські субтитри, перекладені деякі графіті на стінах. Озвучка залишена оригінальною — англійською.
Сіквел під назвою Manhunt 2 вийшов 29 жовтня 2007 року.

## Ігровий процес

### Основи
Головний герой — Джеймс Ерл Кеш (англ. James Earl Cash), врятований від смертної кари Режисером Старкуезером (англ. Starkweather), повинен вижити у спланованій злостивим Режисером різанині. Якщо Джеймс не прийме правила гри, постраждає його родина. Тепер він змушений жорстоко вбивати членів різних банд, які переслідують його. Оскільки ворогів завжди набагато більше, гравець змушений ховатися й атакувати несподівано з засідок. Крім стандартних способів умертвіння, гра пропонує так звані «страти» — жорстокі вбивства з використанням підручних засобів. Для того, щоб здійснити «страту», потрібно прокрастися за ворогом, постійно тримаючи його на прицілі, і що довше гравець протримається непоміченим за ворогом, то кривавіша буде «страта». Якщо Джеймса помітять, чи почують, всі довколишні вороги побіжать за ним аби забити в ближній сутичці, де Джеймс безсилий. Здійснювати «страти» можна тільки за допомогою зброї ближнього бою — з вогнепальної можна виконати тільки звичайні вбивства.
«Manhunt» дозволяє використовувати оптичний USB-мікрофон для PlayStation 2 і мікрофон для Xbox Live. Коли мікрофон включений, гравець може сам видавати різні звуки, щоб приманити ворогів, як і зберігати тишу, коли це потрібно.
У грі використовується вигляд від третьої особи, включити режим від першої особи можна тільки щоб озирнутися на всі боки або подивитися вдалину.

### Зброя
Протягом гри Кеш використовує безліч різних типів зброї, починаючи зі зброї ударно-дробильної дії (бейсбольні бити, молотки тощо), які даються для вбивств в перших сценах, і закінчуючи колючо-ріжучими (серпи, мачете, ножі тощо) і вогнепальними (цвяхомети, пістолети, дробовики, гвинтівки). Також на рівнях можна знайти сміття (пляшки, камені, бляшанки), який можна кидати, щоб привернути увагу ворогів або заманити їх у пастку, але можна здійснити те ж саме, стукаючи по стіні. Також є можливість використовувати як приманку ворожу голову (для цього потрібно виконати жорстоку «кару» за допомогою мотка дроту. При використанні мачете і сокири для оброблення м'яса, голова буде відділена незалежно від рівня жорстокості).

### Жорстокість
Жорстокість страт ділиться на три рівні. Визначити рівень можна за кольором прицілу, наведеної на ворога: білий — звичайна швидка кара (просте вбивство), жовтий — жорстока кара (кривавіше вбивство), червоний — моторошна кара (найкривавіше і садистське вбивство). Всі страти показуються гравцеві у вигляді невеликих сценок з перспективи відеокамер Режисера. Кожна зброя має свій власний спосіб страти на різних рівнях жорстокості. Гравець може вбити ворога в будь-який момент, але кривавіші страти дозволять отримати вищий рейтинг. Як результат, гравець повинен, ризикуючи бути поміченим ворогами, підбиратися до них близько і виконувати найжорстокіші кари. Всі рівні в грі називаються сценами, підкреслюючи тим самим кінематографічність всіх дій цієї кривавої різанини, яку записує Режисер.

## Сюжет
Історія обертається навколо засудженого до смертної кари Джеймса Ерла Кеша, якого повинні були стратити, вколовши смертельну ін'єкцію. Але Кеш не вмирає завдяки колишньому голлівудському режисеру Старквезеру, який втік від суспільства в злочинне і виснажене місто Карсер-Сіті. Той підкуповує лікарів, які повинні були стратити Кеша, і замість смертельної ін'єкції вони вводять йому снодійне.
Режисер, як він любить себе називати, створює і поширює snuff-фільми (жахи про реальне переслідування і розправи над жертвами) через компанію Valiant Video Enterprise. Він вибирає Кеша як головного героя для свого нового фільму. Режисер заганяє Кеша в райони, що належать бандам, і змушує його вбивати їх членів, знімаючи все на камери, встановлені по всьому місту.
Однак, Кеш зовсім не радий такому становищу. Йому вдається втекти від пильного погляду охоронців і дістатися до самого Старквезера.

### Епізоди
Всього в грі 20 епізодів, кожен епізод нараховує в собі міні-бонуси (якщо гравець виконає епізод мінімум на 3 зірки). Для відкриття всіх бонусів потрібно мати рейтинг в 5 зірок (для чого необхідно грати на рівні складності Hardcore і вкластися у відведений на рівень час (~ 10-15 хвилин)). Всі бонуси доступні з головного меню (в категорії «Бонусні матеріали»).
1. Born Again
2. Doorway to Hell
3. Road to Ruin
4. White Trash
5. Fuelled by Hate
6. Ground for Assault
7. Strapped for Cash
8. View of Innocence
9. Drunk Driving
10. Graveyard Shift
11. Mouth of Madness
12. Doing Time
13. Kill the Rabbit
14. Divided They Fall
15. Press Coverage
16. Wrong Side of the Tracks
17. Trained to Kill
18. Border Patrol
19. Key Personnel
20. Deliverance

## Банди
- 'Каптурники' — вуличні бандити, що розважаються у вільний час. Зазвичай використовують ломи, бейсбольні біти і палиці. Їх можна впізнати за відлогою або панчохам, які вони завжди надягають на голову. Ворогують зі скінами і «невинними».
- 'Скіни' — банда скінхедів, яка полює за Кешем. Вони озброєні ножами, цвяхометами і бейсбольними битами. Скіни надягають хокейні маски або маски з конфедератським прапором. Крім того, багато з них мають на у себе на голові слово «Скіни», а також носять різні расистські татуювання на тілі. Кричать гасла типу «White power!». Ворогують з «каптурниками» і «невинним»
- 'Пси Війни' (Бойові Пси у версії 1С) — група військових ветеранів. Вони носять камуфляжний одяг і озброєні транквілізаторними рушницями, револьверами, мачете і ножами. Рамірез, їхній лідер, один з поплічників Режисера. В епізоді, де відбувається вбивство Раміреза, Пси Війни озброєні дробовиками і снайперськими гвинтівками.
- 'Невинні' — банда, яка трапляється в двох видах:

1. Черепи — група сатаністів, надягають маски і балахони з відлогами, або з розфарбованими обличчями на манер корпспейнту. Також відрізняються латиноамериканським акцентом, вимовляючи фрази типу «Diablo, give me the strength tonight»;
2. Малюки — товстуни, що носять лялькові маски. Озброєні обрізами, ножами, сокирами та серпами. Голосно волають при зустрічі з Кешем.

- 'Відморозки' (Усмішливі у версії 1С) — збіговисько психопатів, які страждають психічними розладами. Вони носять жовті маски із зображеними на них смайликів, зазвичай з намальованими на них словами, на кшталт «Убити» або «Будь ласка, зупиніть мене». Їх тіла вкриті татуюваннями, й іноді вони носять блузки та сукні. Багато хто з них пародіюють жінок. Відморозки озброєні мясницькими ножами, револьверами, обрізами та дробовиками. Люблять залишати на стінах малюнки або фрази типу «I will take your shit for my brains».
- 'Поліція Карцер-Сіті' — поліція Карцер-Сіті корумпованого начальника Гарі Шейффера, що працює на Старквезера. Сили правопорядку озброєні кийками, револьверами, пістолетами, дробовиками і снайперськими гвинтівками.
- 'SWAT' — команда SWAT, викликана на піймання Кеша. Озброєна пістолетами Desert Eagle, автоматами Uzi і дробовиками SPAS-12.
- 'Цербер' — приватна охоронна компанія, що була найнята Режисером. Цербери також екіпіровані Desert Eagle, SPAS-12 і гвинтівками M16. Протягом гри вони ловлять Кеша, б'ють і доставляють його в нові райони, забираючи всю зброю. Вони ж охороняють особняк Режисера.
- 'Мавпи' — божевільні люди, одягнені в костюми мавп. Зустрічаються в бонусному рівні Monkey See Monkey DIE.

### Вирізані банди
- 'Загублені' — колишні господарі звалища. Броня давала їм відмінне маскування і захист. Їхню зброю зроблено з всілякого мотлоху, який їх оточував. Лідер банди має кличку «Сміттєвий мішок»
- 'Клоуни' — одна з найвпливовіших банд. Ворогують з «усміхненим». Зброя — обрізи.
- 'Камероголові' — вирізана банда, яка повинна була знімати страти різних членів банд, але були замінені на звичайні камери.
- 'Присяжні' — одягнені в хокейні маски. Були ліквідовані. Замінено скінами.

## Персонажі
- Джеймс Ерл Кеш — ув'язнений, засуджений до смертної кари, але врятований Старквезером, який підкупив поліцію, вирішивши зняти Кеша в своєму новому фільмі. Джеймс має багатий кримінальний досвід за плечима і досить вміло звертається зі зброєю. Він небагатослівний, але все ж в грі його голос ми почуємо і неодноразово. В кінці гри він вбиває Старквезера.
- Лайонел Старквезер — режисер; спілкується з Кешем допомогою мікрофона, примушуючи його діяти по задуманому ним сценарієм. По ходу гри він дає Кешу свої вказівки, наказує вбити певних людей і хвалить його за відмінно виконані страти. Згідно з бонусними матеріалами, представленими в грі, він — колишній відомий режисер, який переїхав жити в Карсер-Сіті для того, щоб знімати порно і snuff-фільми. Кеш вбиває Старквезера в кінці гри, розрізавши йому живіт бензопилою. Зброя — револьвер. Прототип — серійний вбивця Чарльз Старквезер.
- Рамірез — одноокий громила, лідер Псів Війни, він віддає накази різним бандам по ходу гри. Використовуючи свою харизму і грубу силу, він змушує банди підкорятися і слідувати сценарієм Старквезера. Кеш вбиває Раміреза, коли той намагається викликати підкріплення. Озброєний дробовиком і снайперською гвинтівкою. Ім'я Рамірез походить від прізвища серійного вбивці Річарда Раміреса.
- Піггсі — живе на горищі Режисера товстий, сильна божевільна людина, яка вірить, що вона свиня. Носить шкіру і голову молодого кабана. Піггсі використовує бензопилу, щоб вбивати небажаних гостей. Кеш вбиває Піггсі, скинувши його з сходового прольоту, відрізавши йому руки його ж зброєю.
- Бродяга — в одній сцені Кеш повинен провести бродягу через місто до кладовища, захищаючи його від членів банд. Він бездомний алкоголік, постійно п'є пиво, при цьому вічно бурмоче "beer .. beer beer beer ".
- Репортерша — репортерка, яка розслідує справу Старквезера; Кеш повинен відвести її в апартаменти, де вона зможе забрати докази злочинів Старквезера.
- Гарі Шейффер — начальник поліції в Карсер-сіті. Він підпорядковувався Старквезеру. Після вбивства Стаквезера був звинувачений в корупції. Також був згаданий в GTA 3.
- Опудало — вирізаний персонаж. Колишній лідер Усміхнених. Справжні ім'я Кеннет Джесперсон. Був позбавлений маски та звання за розгром Піггсі. Одягнений у лахміття через що схожий на бездомного. Використовує саморобну сокиру, якою володіє досконало.
- Лідер церберів — командуючий Церберами по ходу гри що доставляє головного героя в різні місця. Був убитий протагоністом в особняку Старквезера. Озброєний M16 та Desert Eagle.
- Білий кролик — людина в костюмі кролика, поплічник Старвезера. Озброєний дробовиком. Вбитий протагоністом.

## Цензура
Обговорення гри викликало її екстремальний графічний стиль, що ставить на чолі насильство. Результатом всіх Страт є літри крові, що виливається на екран. Манера вбивства ворогів іноді дуже жорстока (обезголовлення, удушення пакетом, видирання хребта). Також з колонок постійно чути крики і стогони болю.
У Великій Британії гра була приєднана до справи про вбивство Стефана Пакіра (14 років) своїм другом Вореном ЛеБланком (17 років). Жізелль Пакіра, мати жертви, заявляла що ЛеБланк був надто захоплений цією грою. В результаті гру зняли з продажу деякі постачальники. Поліція проте спростувала зв'язок гри і вбивства припускаючи, що вбивство пов'язане з наркотиками. Суддя встановила, що у вбивстві винен тільки ЛеБланк. Manhunt повернувся на полиці магазинів, після того, як виявилося, що вбивця не грав і не мав такої гри.

### Легальний статус
- Нова Зеландія: 11 грудня 2003 гра оголошена небажаної до покупки.
- Канада: Manhunt стала першою грою в Онтаріо, що класифікується як фільм, і було дозволено продаж лише дорослим з 3 лютого 2004.
- Австралія: Заборонена, 28 вересня 2004.
- Велика Британія: Продаж тільки людям, які досягли 18 років.
- Німеччина: 19 липня 2004 року суд Мюнхена конфіскував усі версії  Manhunt за насильство, згідно з § 131 StGB (зображення насильства). Гра, як повідомив суд, представляє вбивство людей як веселощі.

На території СНД гра не заборонялася і її може купити кожен охочий, незалежно від віку.

## Зв'язок з іншими іграми Rockstar
Rockstar, творці Manhunt, ввели в гру безліч посилань на свої минулі ігри. Відморозки — банда з гри Grand Theft Auto 2. Карсер-Сіті згадується ще в Grand Theft Auto III, як сусіднє місто. Магазин Ryton Aide, з Grand Theft Auto: Vice City, в Manhunt з'являється як покинутий супермаркет. «Sprunk», безалкогольний напій, рекламований по радіо і з'явився вперше в Grand Theft Auto: Vice City — кілька таких содових машин з'являються в Manhunt. В Grand Theft Auto: San Andreas фігурки героїв Manhunt можна побачити в магазині Зеро в Сан-Фіерро; в більярдних на стінах серед інших малюнків графіті намальований найманець із загону приватної охоронної компанії «Цербер». Сумки магазина 'Zip', і магазин одягу з GTA можна також кілька разів побачити в грі. У Лос-Сантосі на пляжі є фігурки бегемотів з гри.
У Лас-Вентурас в місії, де треба вкрасти плани казино Калігули, є план будинку Старквезера. У грі зустрічаються картини з GTA San Andreas.
Крім того, в Grand Theft Auto 3, на радіостанції Lips 106, є репортаж новин, в якому телеведучий вимовляє таке: «У прилеглому Carcer City, шеф поліції Гарі Шейффер був виправданий від звинувачень в корупції». Після цього він скаже, «Давайте сподіватися, що ті втрачені свідки звинувачення скоро з'являться». Можливо, це є прямим відсиланням до дій в грі Manhunt, але дія в GTA III відбувається в 2001 році, а точний час в грі Manhunt невідомий, хоча на календарі в квартирі репортерки був вказаний 2003 рік.

## Цікаві факти
В грі можуть розблокуватися бонусні сцени якщо пройти певні рівні на 3 зірки, а саме
Hard as Nails (укр. Тяжкі як Цвяхи)
Brawl Game (укр. Бійня)
Monkey See, monkey die (укр. Мавпа бачить, мавпа помирає)
Time 2 Die (укр. Час для Смерті)
Monkey See, Monkey Die є відсиланням до гри 2K Games (2K Play) — Carnival Games: Monkey See, Monkey Do. Також цю фразу вимовляє Старквейзер у другій місії проти  банди Усміхнених.
- Якщо в головному меню натиснути 2-3 рази клавішу Space, можна почути шепіт невідомої людини.
- Якщо в місії «Divided They Fall» спробувати стратити Раміреза, то він вирветься і кара не здійсниться.
- У модифікації Кримінальна Росія (англ. Criminal Russia) для GTA San Andreas, в магазині Анашан (реальний прототип Ашан) використана частина карти з Manhunt.
- На всіх бейсбольних битах у грі написано число 666.